# لیوبرتسی
شهر لیوبرتسی (به روسی: Люберцы) در کشور روسیه و در اوبلاست مسکو واقع شده‌است.